# 舒什塔爾歷史水力系統
舒什塔爾历史水力系统（波斯語：‎）是在萨珊王朝時的一個島嶼城市中的複雜灌溉系統，位在伊朗的胡齊斯坦省。舒希达历史水力系统在2009年時登錄在UNESCO的世界遗产中，是伊朗第10個名列聯合國名單的的文化類世界遗产。
舒什塔爾的設施包括水車、水壩、隧道以及運河。GarGar堰建在水磨及瀑布上。Bolayti運河在水車及瀑布的東邊，在是水流過大時讓水可以避開水車及瀑布，避免設備損壞而設計。Dahaneye shahr隧道是三座主要隧道之一，也是將GarGar堰後方的水引流到其他數個水車。Seh koreh運河將GarGar橋後的水引到西邊。
凯撒大坝是一座跨越卡伦河的羅馬坝，長約五百公尺，本身也一座橋，可以將水輸導到此區域的灌溉渠道中。凯撒大坝是在萨珊王朝時在羅馬帝國公元三世紀的基礎上興建。凯撒大坝是位置最東邊的羅馬式橋樑及羅馬式大坝，也是在伊朗第一座結合大坝及橋的土木工程。
灌溉系統中有一部份可能可以追溯到波斯阿契美尼德帝國的大流士一世時期。其中包括一對主要從卡伦河引水的運河，其中一個現今仍在使用，提供舒什塔爾水源。此一區域包括Selastel Castel，是水力系統的運作中心。也包括一座可以量測水位的塔，以及橋、大壩、水車及盆地。
接著水流會由南方的平原進入城市，因此可以在Mianâb可以種植以及開設果園。Mianâb就是在二條引水運河（Shutayt及Gargar）之間的區域，舒什塔爾在其北邊。
UNESCO將此遺蹟稱為「創作天才的鉅作。」。

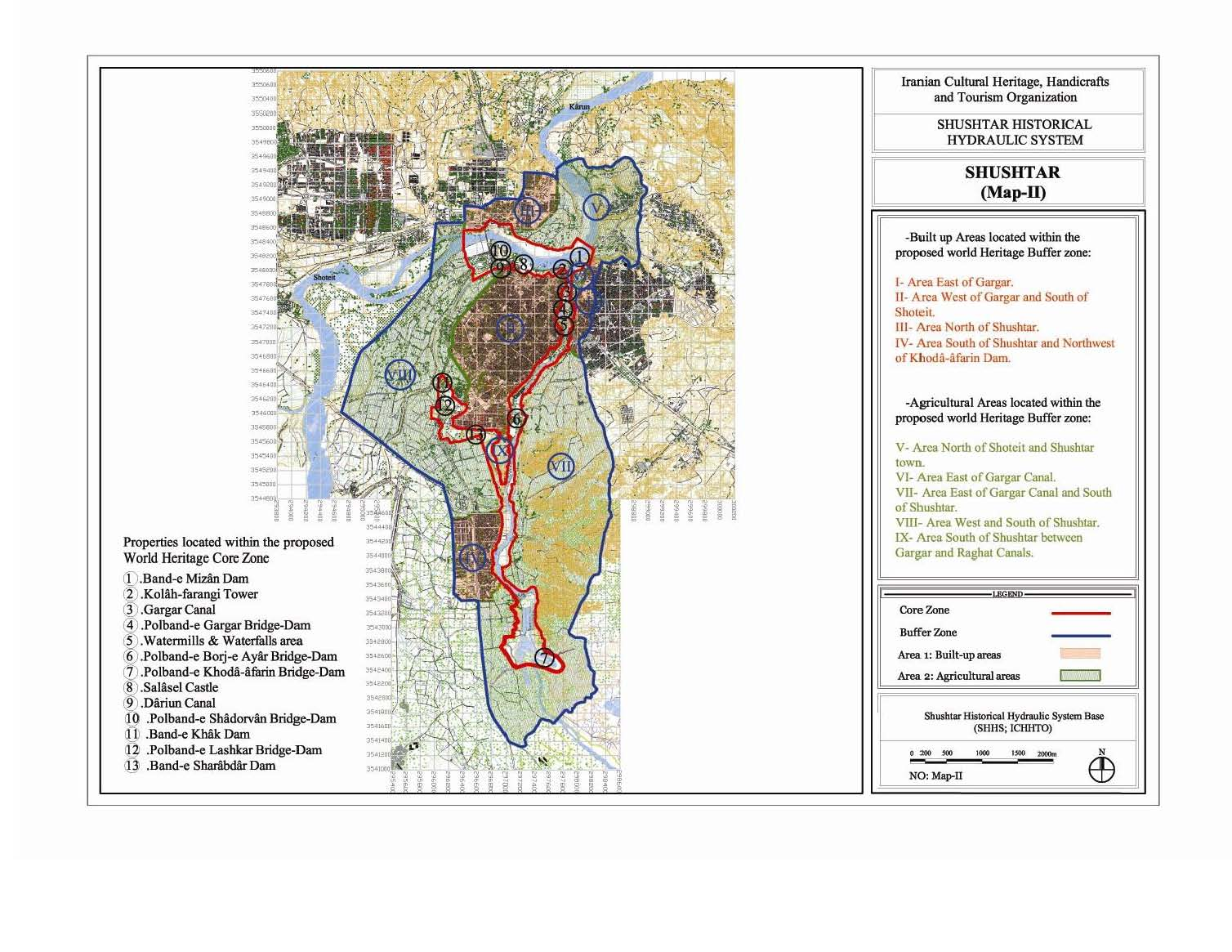
舒什塔爾地圖

## 來源
- Hartung, Fritz; Kuros, Gh. R., , Garbrecht, Günther  (编),  1, Stuttgart: Verlag Konrad Wittwer: 221–274, 1987, ISBN 3-87919-145-X
- Hodge, A. Trevor, , London: Duckworth: 85, 1992, ISBN 0-7156-2194-7
- Huff, Dietrich, , Yarshater, Ehsan  (编), , 2010
- Kleiss, Wolfram, , Architectura, 1983, 13: 105–112 (106)
- Kramers, J. H., , Bearman, P.  (编),  2nd, Brill Online, 2010
- O'Connor, Colin, , Cambridge University Press: 130 (No. E42), 1993, ISBN 0-521-39326-4
- Schnitter, Niklaus, , Antike Welt, 1978, 8 (2): 25–32 (32)
- Smith, Norman, , London: Peter Davies: 56–61, 1971, ISBN 0-432-15090-0
- Vogel, Alexius, , Garbrecht, Günther  (编),  1, Stuttgart: Verlag Konrad Wittwer: 47–56 (50), 1987, ISBN 3-87919-145-X

32°03′13″N 48°50′55″E / 32.0537°N 48.8487°E